# Henschel Hs 129
Henschel Hs 129 (potocznie Fliegender Büchsenöffner, „latający otwieracz do konserw”) – niemiecki samolot szturmowy z okresu II wojny światowej, wykorzystywany bojowo przez Luftwaffe oraz lotnictwo Rumunii i Węgier. Mimo dobrego opancerzenia i uzbrojenia, samolot ten ze względu na słabe silniki i ograniczone pole widzenia pilota słabo sprawdzał się jako maszyna szturmowa, którą był z założenia.

## Historia powstania i rozwoju konstrukcji
Dowództwo niemieckie długo nie dostrzegało potrzeby wykorzystania samolotów wsparcia wojsk lądowych, określanych później jako szturmowe. Skuteczne, choć poniekąd improwizowane, zastosowanie samolotów Heinkel He 51 i Henschel Hs 123 w czasie hiszpańskiej wojny domowej, przekonało jednak decydentów o potrzebie budowy samolotów wyspecjalizowanych w takich działaniach. Założenia konstrukcyjne nowej maszyny były następujące: dwusilnikowy, jednomiejscowy, niewielki samolot z silnie opancerzonymi silnikami i kokpitem (m.in. 75 mm grubości szyba pancerna wiatrochronu). Przewidywano użycie mniej deficytowych silników małej mocy. Z czterech firm lotniczych zaproszonych do przedstawienia oferty, odpowiedziały trzy: Blohm & Voss przedstawił projekt samolotu o układzie asymetrycznym (zbliżonym do późniejszego Bv 141), Focke-Wulf dwumiejscową wersję samolotu rozpoznawczego Focke-Wulf Fw 189, zaś Henschel – Hs 129 (wstępnie oznaczony jako P.76), tradycyjny, wolnonośny dolnopłat o konstrukcji całkowicie metalowej. W przedniej części kadłuba miała znajdować się opancerzona kabina tworząca jakby wannę, co wpływało na nietypowy kształt przekroju poprzecznego kadłuba, zbliżony do trójkąta w celu ochrony przed rykoszetami pocisków. Wadą była ciasnota panująca w kabinie, z tego powodu część wskaźników instrumentów pokładowych przeniesiono na osłony silników, zaś celownik umieszczono przed wiatrochronem. Napęd Hs 129 miały stanowić dwa dwunastocylindrowe silniki rzędowe, chłodzone powietrzem typu Argus As 410, które od wersji Hs 129 B-1 zastąpiono francuskimi silnikami gwiazdowymi francuskiej produkcji Gnome-Rhône-14M-4/5 o mocy startowej 700 KM każdy.

### Prototypy
Do dalszego rozwoju przewidziano konstrukcje Henschela i Focke-Wulfa, niemniej jednak tej drugiej nadano niższy priorytet – miała służyć do prac nad unifikacją elementów wyposażenia samolotu rozpoznawczego i szturmowego. Pełnowymiarowa makieta Hs 129 została ukończona w maju 1938, budowę pierwszego z trzech zamówionych prototypów w październiku tegoż roku, testy zaś rozpoczęto w kwietniu 1939. Następnie pierwszy prototyp oznaczony jako Hs 129 V1 przekazano do Erprobungs-Stelle w Rechlin, gdzie zaczął odbywać próby od 28 maja 1939. Kolejne V2 testowano od 30 listopada 1939, V3 17 grudnia tego samego roku. Okazało się, że silniki są za słabe, masa samolotu zbyt duża, tak, że nie można było osiągnąć zakładanego pułapu i prędkości. Samolot był trudny w pilotażu, zwłaszcza w locie nurkowym, piloci doświadczalni narzekali również na bardzo słabą widoczność z kabiny. 5 stycznia 1940 egzemplarz V2 uległ katastrofie, a na V3 stwierdzono wady uniemożliwiające dalsze loty. Wobec powyższego do 30 lipca 1940 w próbach uczestniczył tylko płatowiec V1, potem dołączył do niego V4 - pierwszy samolot tzw. serii przedprodukcyjnej. Od początku 1941 roku wyremontowany V3 posłużył do zabudowy francuskich silników gwiazdowych Gnome-Rhône. Tak przebudowany płatowiec odbył pierwszy lot 19 marca 1941 stając się protoplastą wersji Hs 129B.

### Wersja A

Silnik Argus As-410 eksponowany w MLP w Krakowie

- Hs 129 A-0 w czerwcu 1940 wyprodukowano 12 samolotów serii przedprodukcyjnej. W stosunku do prototypów różniły się tylko zmodernizowanym silnikiem Argus As 410A-1, zamontowanym opancerzeniem kabiny oraz przekonstruowanym wiatrochronem i tablicą przyrządów. Wszystko to wraz z pochyloną do przodu pancerną płytą przednią kabiny nieznacznie poprawiło widoczność. Uzbrojenie stanowiły 2 karabiny maszynowe MG 17 kal. 7,92 mm i dwa działka 20 mm. Samoloty te mogły również przenosić dwie bomby pod skrzydłami o masie po 50 kg.
- Hs 129 A-1 również w czerwcu tego roku zamówiono 16 szt. wersji bojowej różniącej się od wersji przedprodukcyjnej jedynie nieznacznie przebudowaną kabiną. Docelowo wszystkie te egzemplarze trafiły do 5. Schlacht/LG 2 i E-Stelle. Po wielu próbach stwierdzono, że wersja ta nie może być stosowana operacyjnie z powodu silników o niewystarczającej mocy.

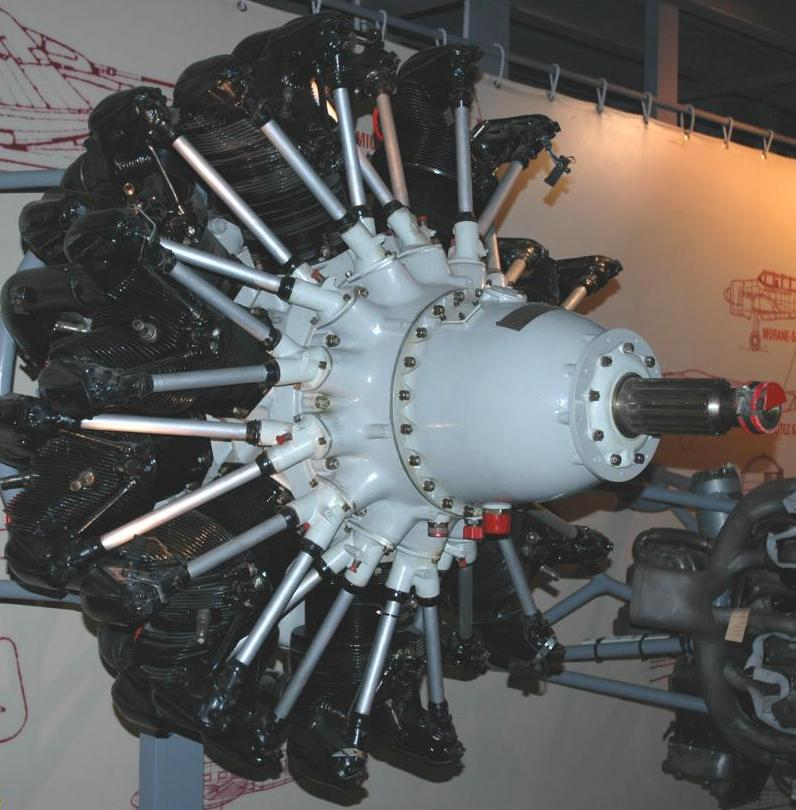
Silnik gwiazdowy Gnome-Rhône M-05

### Wersja B
- Hs 129 B-0 obiecujące próby z przebudowanym prototypem V3 skłaniły RLM (Ministerstwo Lotnictwa Rzeszy) do decyzji o wyposażeniu posiadanych 16 płatowców wersji A1 w mocniejsze, zdobyczne francuskie silniki gwiazdowe Gnome-Rhône 14 M. Tak przebudowane samoloty oznaczono jako nową wersję B-0. Intensywne testy tych maszyn zaowocowały decyzją o wdrożeniu do ich produkcji seryjnej.
- Hs B-1 to wersja seryjna z silnikami gwiazdowymi Gnome-Rhône-14M-4/5 i nowocześniejszymi działkami MG 151/20, którą zaczęto wytwarzać w grudniu 1941. Produkcja była powolna i nieregularna, głównie z powodów kłopotów z podwykonawcami trwała do maja 1942. Łącznie Luftwaffe przekazano 50 egzemplarzy serii B-1.
- Hs 129 B-2 produkowana od maja 1942, w której zmodyfikowano układ paliwowy m.in. dodano układ odprowadzania oparów w zbiornikach paliwa, układ pneumatyczny, radiowy. W części samolotów zamieniono km 7,92 mm MG 17 na 13 mm MG 131, zamontowano zaczep dla szybowców transportowych DFS 230, zmieniono rury wydechowe silników, kształt wlotów powietrza do silników. Wyprodukowano 792 egzemplarze.
- Hs 129 B-3 podwersja opracowana jako odpowiedź na wprowadzenie przez Rosjan nowych, lepiej opancerzonych typów czołgów i dział pancernych, jak KW, IS-2, ISU-122, ISU-152 czy SU-152 co spowodowało, że dotychczas używane działka okazywały się być niewystarczająco skuteczne. Zaczęto więc stosować działo przeciwpancerne 7,5 cm PaK 40L kal. 75 mm. Montowano je w gondoli podkadłubowej wraz z zapasem 12 pocisków w magazynku bębnowym. W razie konieczności przymusowego lądowania mogło być odrzucone. Pocisk z tego działa mógł przebić pancerz każdego ówczesnego czołgu. Podwersja ta weszła do służby liniowej we wrześniu 1944.

- Uzbrojenie samolotów kierowanych do jednostek bojowych mogło być modyfikowane przez zestawy uzbrojenia podwieszanego tzw. Rüstsatz, i tak powstały np.:
  - B-1/R1, B2/R1- podskrzydłowe wyrzutniki bombowe ETC 50 (2 bomby o masie 50 kg lub 24 małe bomby odłamkowe po 2 kg każda w zasobniku AB 24),
  - B-1/R2, B-2/R2 - działko MK 101 kal. 30 mm z zapasem 30 pocisków oraz wyrzutniki bombowe jak w R1, od połowy 1942 w B-2/R2 zastosowano działko MK 103 z trzykrotnie większą ilością amunicji,
  - B-1/R3 - uzbrojony w 4 karabiny maszynowe MG 17 z zapasem amunicji 2000 szt. oraz dwa zaczepy dla bomb 50 kg lub zasobniki AB 24,
  - B-2/R3 - wyposażona była w działko 3,7 cm Bordkanone z zapasem 12 pocisków w podwieszanej gondoli ze sklejki
  - B-1/R4 - uniwersalny podkadłubowy wyrzutnik SC 250 dla jednej bomby o masie 250 kg ew. 4 x 50 kg lub 300 l. zbiornika odrzucanego,
  - B-1/R5 - wersja zwiadowcza wyposażona w dwa aparaty fotograficzne montowane w kadłubie.

### Wersja C
- Hs 129 C miał być kolejną wersją rozwojową samolotu. Planowano wyposażyć ją we włoskie rzędowe silniki Isotta-Fraschini Delta RC 16/48 o mocy 618 kW (840 KM), które jednak okazały się zawodne i nie rozpoczęto ich produkcji seryjnej. Uzbrojenie miało się składać z 2 działek 30 mm umieszczonych pod kadłubem.

## Dane techniczne
| Wersja                     | A-1           | B-0                   | B-1                   | B-2                   | B-3                   |
| -------------------------- | ------------- | --------------------- | --------------------- | --------------------- | --------------------- |
| Masa własna (kg)           | 3000          | 3675                  | 3661                  | 3810                  | 3700                  |
| Masa użyteczna (kg)        | 900           | 1325                  | 1339                  | 1440                  | 1500                  |
| Masa maks. startowa (kg)   | 3250          | 3839                  | 4057                  | 4197                  | 4250                  |
| Rozpiętość skrzydeł (m)    | 15,50         | 14,20                 | 14,20                 | 14,20                 | 14,20                 |
| Długość (m)                | 10,10         | 9,75                  | 9,75                  | 9,75                  | 15,71*                |
| Wysokość (m)               | 3,25          | 3,25                  | 3,25                  | 3,25                  | 3,25                  |
| Powierzchnia nośna (m²)    | 32,00         | 29,00                 | 29,00                 | 29,00                 | 29,00                 |
| Napęd (2 silniki)          | Argus As 410A | Gnome-Rhône 14M 04/05 | Gnome-Rhône 14M 04/05 | Gnome-Rhône 14M 04/05 | Gnome-Rhône 14M 04/05 |
| Moc kW KM                  | 2x342 2x465   | 2x515 2x700           | 2x515 2x700           | 2x515 2x700           | 2x515 2x700           |
| Prędkość przelotowa (km/h) | 270           | 320                   | 320                   | 315                   | 250                   |
| Prędkość maksymalna (km/h) | 350           | 408                   | 408                   | 350*                  | 320                   |
| Prędkość minimalna (km/h)  | 130           | 140                   | 145                   | 150                   | 140                   |
| Prędkość wznoszenia (m/s)  | 4,0           | 7,0                   | 7,0                   | 6,0                   | 5,0                   |
| Wznoszenie na 1000 m (min) | 4,5           | 3,5                   | 3,5                   | 4,0                   | 4,6                   |
| Pułap (m)                  | 6200          | 8500                  | 9000                  | 8000                  | 8000                  |
| Zasięg (km)                | 900           | 750                   | 880                   | 690                   | 600                   |
| Długotrwałość lotu (h)     | 3,50          | 2,20                  | 2,20                  | 2,00                  | 2,10                  |

* z podwieszonym działkiem

## Produkcja
Mimo że samolot w 1941 uzyskał priorytet w produkcji sprzętu lotniczego, to jednak dostawy jak na realia niemieckie w czasie II wojny światowej, były niewielkie. Łącznie w latach 1941-1944 z taśm montażowych fabryk Henschela w Berlin-Schönefeld oraz Berlin-Johannisthal zeszło 865 samolotów Henschel Hs 129 wszystkich wersji (bez wersji A-0).

### Produkcja ze względu na wersję
- A-0 12 egzemplarzy,
- A-1 16 szt, w tym 7 szt. do końca 1940, pozostałe 5 w 1941,
- B-0 przebudowano 16 szt. wcześniejszej wersji A w 1941,
- B-1 50 szt. od grudnia 1941 do maja 1942,
- B-2 169 szt. od maja do grudnia 1942 i 414 szt. w 1943,
- B-2 i B-3 łącznie 225 szt. w 1944.

### Produkcja pod względem czasowym
| Rok Miesiąc | 1941 | 1942 | 1943 | 1944 |
| ----------- | ---- | ---- | ---- | ---- |
| Styczeń     | -    | 3    | 24   | 30   |
| Luty        | -    | 6    | 27   | 25   |
| Marzec      | -    | 6    | 30   | 35   |
| Kwiecień    | -    | 31   | 33   | 35   |
| Maj         | -    | 18   | 36   | 35   |
| Czerwiec    | -    | 18   | 40   | 27   |
| Lipiec      | -    | 20   | 40   | 18   |
| Sierpień    | -    | 24   | 40   | 3    |
| Wrzesień    | -    | 15   | 40   | 17   |
| Październik | -    | 33   | 40   | -    |
| Listopad    | -    | 24   | 40   | -    |
| Grudzień    | 1    | 24   | 24   | -    |

## Zastosowanie bojowe

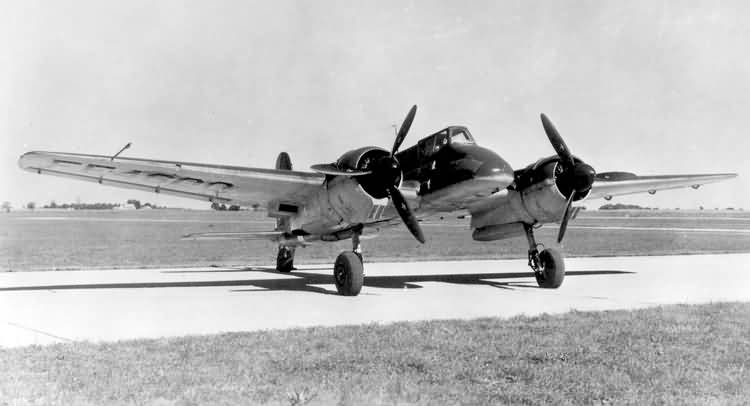
Zdobyczny Hs 129B podczas testów w USA, 1946 r.

Pierwsza eskadra szturmowa (I./SchG 1) – wyposażona początkowo w samoloty Henschel Hs 123 i Bf 109, powstała w styczniu 1942, w kwietniu została przezbrojona w Hs 129 B-0 i B-1, miesiąc później przeniesiona na front wschodni, gdzie wspierała działania na Krymie (zajęcie Sewastopola), później zaś brała udział w walkach w okolicach Charkowa. Ta i tworzone kolejne eskadry szturmowe odznaczały się dużą skutecznością w walce z radziecką bronią pancerną.
We wrześniu 1942 na lotnisku w Dęblinie formowano jednostkę 4./SchG 1, która po przeszkoleniu wysłana została do Afryki Północnej. W połowie listopada do Libii dotarły 4 samoloty eskadry, trzy zaginęły po drodze. Na miejscu okazało się, że samoloty nie są przystosowane do warunków pustynnych – piasek zatykał filtry powietrza. Dwa samoloty zostały utracone z powodu awarii silników, ostatni zdatny do lotu został zdobyty na lotnisku w Trypolisie pod koniec stycznia 1943 przez wojska brytyjskie. Personel lotniczy został ewakuowany do Włoch. Kolejną jednostką wyposażoną w Hs 129, która walczyła w Afryce, była 8./SchG 2. Po uzupełnieniach w lutym 1943 liczyła 16 samolotów. Wiele samolotów było niesprawnych z powodu awarii silników, niemniej jednak okazała się skuteczna w walce z alianckimi czołgami. W maju eskadra została przeniesiona na Sardynię, zaś na początku lipca 1943 na front wschodni.
Nowa niemiecka taktyka, zakładająca skupienie wszystkich jednostek szturmowych, sprawdziła się podczas bitwy kurskiej. Eskadry uzbrojone w Hs 129 zadały duże straty Rosjanom – podczas 2400 lotów bojowych zniszczyły ok. 200 czołgów. W 1944 samoloty operowały głównie nad Polską i Prusami Wschodnimi, pozostając w użyciu aż do kapitulacji III Rzeszy (ostatnie działania: marzec 1945 w okolicach Wrocławia, później nad Saksonią i Czechami, pod sam koniec wojny przerwane z powodu braku paliwa).
W niewielkim zakresie samoloty Hs 129 użyte zostały również na froncie zachodnim, atakując alianckie oddziały pancerne po inwazji na Normandię. Wskutek przewagi powietrznej przeciwnika i braku własnych myśliwców do osłony wykonały jednak niewiele lotów bojowych.

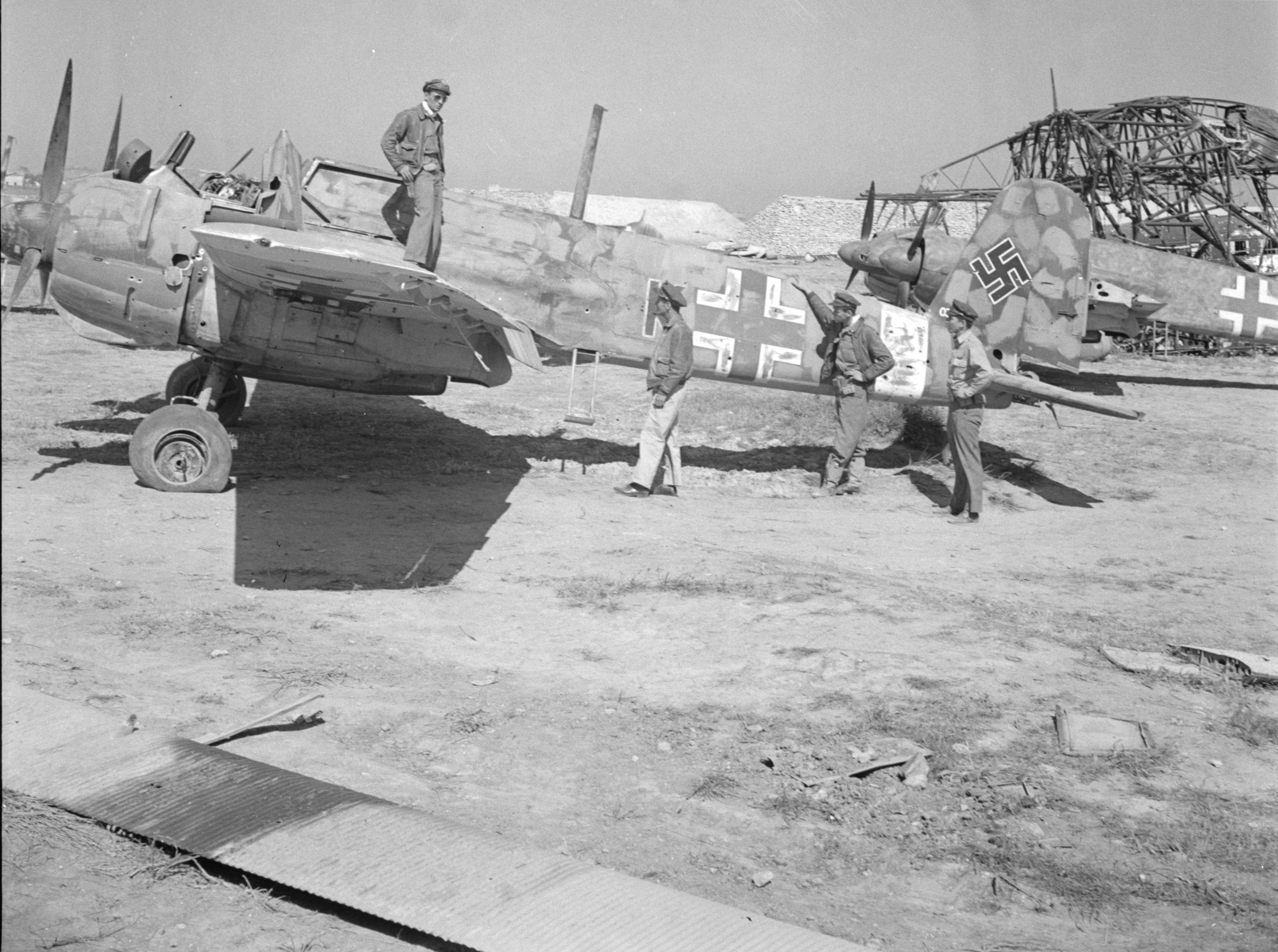
Dwa Hs 129B zdobyte przez Aliantów w Tunisie, maj 1943 r.

Oprócz Luftwaffe ich użytkownikiem było lotnictwo węgierskie i rumuńskie. Królewskie Lotnictwo Węgierskie planowało przezbroić w te maszyny jednostki używające dotychczas samolotów Junkers Ju 87. W tym celu sprowadzono 4 Hs 129B-1 i B-2. Po serii treningów, podczas których rozbito jedną z maszyn, zwrócono je właścicielom. Ze względu na zbombardowanie zakładów lotniczych w Berlinie Niemcy nie byli w stanie dostarczyć samolotów i przezbrojenie nie doszło do skutku.
Wiosną 1943 utworzono 8. Grupę Szturmową (Grupul Asalt) lotnictwa rumuńskiego, wyposażoną w samoloty IAR-81 i Hs 129B-2. Od sierpnia 1943 piloci rozpoczęli wykonywanie lotów bojowych nad Ukrainą, brała udział w walkach w rejonie Zaporoża i Czerniowców. Po przewrocie i przystąpieniu do wojny przeciwko III Rzeszy, prawie 40 rumuńskich Hs 129 B-2 wykonywało ataki na zgrupowanie niemiecko-węgierskie; w 1944 i 1945 walczyły na terenie Węgier i Czech. Ostatnie zadanie bojowe Grupa wykonała 11 maja 1945, samoloty pozostały w użyciu do 1949.
Kilka samolotów Hs 129 zdobyli Rosjanie, dwa Brytyjczycy w czasie kampanii tunezyjskiej, w tym jeden zdatny do lotu. Pod koniec wojny kilka dalszych maszyn wpadło w ręce aliantów – jeden z nich trafił do USA (egzemplarz widoczny na zdjęciu – oznaczony jako FE-4600).

## Charakterystyka techniczna
Samolot Henschel Hs 129 był jednomiejscowym, dwusilnikowym wolnonośnym dolnopłatem o konstrukcji metalowej.

### Budowa płatowca
Kadłub samolotu o przekroju zbliżonym do trójkątnego o konstrukcji półskorupowej składał się z 3 części: sekcja przednia mieściła opancerzoną kabinę pilota oraz uzbrojenie, środkowa, częściowo opancerzona była połączona z centropłatem oraz gondolami silników, mieścił się tutaj samouszczelniający się zbiornik paliwa napełniany 280 litrami benzyny (dwa pozostałe po 250 l w skrzydłach), zbiorniki oleju, powietrza oraz instalacji hydraulicznej, akumulator; tylna część mieściła radiostację, apteczkę, luk bagażowy oraz stałe kółko ogonowe. Skrzydła o konstrukcji całkowicie metalowej, półskorupowej, podobnie jak usterzenie z zabudowanymi gondolami silników oraz zasobnikami amunicji strzeleckiej i instalacjami olejowymi, paliwowymi, gaśniczymi oraz chowania podwozia. Całość konstrukcji kadłuba, skrzydeł, usterzenia kryta blachą duralową. Klapy kryte płótnem, sterowane hydraulicznie. Stery posiadały trymery z napędem elektrycznym, klapy – flettnery nastawiane ręcznie na ziemi.

### Napęd
Silniki: Hs 129 A – dwa silniki rzędowe Argus As-410A-0 o mocy 316 kW, Hs129 B – dwa czternastocylindrowe silniki gwiazdowe (w układzie podwójnej gwiazdy) Gnôme-Rhone 14M, chłodzone powietrzem; moc nominalna 485 kW, startowa 470 kW, maksymalna 537 kW. Silnik prawy posiadał śmigło prawoobrotowe, lewy – lewoobrotowe, trójłopatowe nastawne firmy Ratier. Dolna osłona silnika opancerzona. Po wewnętrznej stronie gondol silnikowych znajdowały się wskaźniki pracy silników widoczne z kabiny pilota. Jako paliwo używana była benzyna lotnicza B2 o liczbie oktanowej 87.

### Instalacje
Podwozie w układzie klasycznym, koła podwozia głównego wciągane po starcie, chowane hydraulicznie częściowo w gondolach silników. Instalacja hydrauliczna służyła również do sterowania klapami. Instalacja pneumatyczna używana była do przeładowania uzbrojenia pokładowego. Instalacja elektryczna prądu stałego o napięciu 24 V zasilała oświetlenie pozycyjne, kabinę pilota oraz radiostację krótkofalową FuG 16 (później FuG 17) oraz urządzenie swój-obcy FuG 25a. Część samolotów późnych serii produkcyjnych otrzymało również radiopółkompas.

### Uzbrojenie
Uzbrojenie – 2 km MG 17 kal. 7,92 mm, zapas amunicji po 500 szt. (w części 13 mm MG 131), 2 działka MG 151/20 kal. 20 mm, zapas amunicji po 125 szt.; zasobniki amunicyjne w skrzydłach. W wersji Hs 129B-3, uzbrojonej w armatę przeciwpancerną 75 mm zdemontowano uzbrojenie z kadłuba dając miejsce bębnowi na 12 sztuk amunicji do armaty. Możliwe inne uzbrojenie podwieszane (m.in. działka 30 i 37 mm). Także uzbrojenie bombowe na zaczepach – 4 pod kadłubem i po jednym na skrzydłach w zależności od Rüstsatz.

### Opancerzenie
- kabina pilota – przód, dół i tył płyty pancerne o grubości 12 mm, boki 8 mm zabezpieczone pancerzem,
- fotel pilota wykonany z 6 mm blachy pancernej,
- owiewka – wiatrochron 75 mm szkło pancerne, boki szyby o grubości 40 mm,
- część środkowa chroniona z boków przed ogniem z ziemi 6 mm płytami pancernymi,
- gondole silników od dołu chronione 4 mm blachą pancerną.

## Malowanie
- Charakterystyczne dla samolotów bombowych Luftwaffe od 1938. Góra, boki kadłuba i stateczników, również górne powierzchnie skrzydeł pomalowane duże geometryczne plamy w kolorach RLM 70 Schwarzgrün (czarnozielony FS 595B- 34052) oraz RLM 71 Dunkelgrün (ciemnozielony FS 595B- 34079). Dolne powierzchnie malowane również klasycznym kolorem RLM 65 Hellblau (błękitny FS 595B- 26329). W okresie zimy na froncie wschodnim na powyższy kamuflaż nakładano białe nieregularne plamy białą zmywalną farbą. Samoloty na tym teatrze działań wojennych posiadały również znaki tzw. szybkiej identyfikacji w postaci żółtych (RLM 04 Gelb FS 595B- 33538) pasów na dolnych końcówkach skrzydeł, wokół tylnej części kadłuba (niektóre również na nosie samolotu).
- W północnej Afryce samoloty malowano także klasycznie dla tego teatru działań wojennych tj.: góra, boki kadłuba i stateczników, również górne powierzchnie skrzydeł w kolorze RLM 79 Sandbraun, Sandgelb (piaskowy: brązowy, żółty FS 595B- 30129, FS 595B- 33434) z plamami w kolorze RLM 80 Olivegrün (oliwkowozielony FS 595B- 34096), dolne powierzchnie w kolorze RLM 78 Himmelblau (jasnoniebieski FS 595B-35414). Elementem szybkiej identyfikacji był szeroki biały (RLM 21 Weis FS 595B- 37886) pas w tyle kadłuba.
- Znaki przynależności państwowej w tym przypadku czarne krzyże w białym obramowaniu (lub samo tylko obramowanie od 1944) o prostych ramionach tzw. Balkenkreuz malowano po obu stronach kadłuba oraz skrzydeł, na stateczniku umieszczano swastykę (Hakenkreuz). Jedynie eskadra 4. PZ/SchG 1 posiadała własne godło za kabiną pilota przedstawiające niedźwiedzia niszczącego siekierą parasol. Część samolotów przed wiatrochronem na płaskim nosie samolotu miała namalowany tzw. znak szturmowy piechoty (Infanterie-Sturmabzeichen).
- Do października 1943 samoloty na froncie wschodnim posiadały za krzyżem na kadłubie namalowany czarny trójkąt w białej obwódce. Potem w zależności od pododdziału malowano przed lub za krzyżem na kadłubie kolorowe oznaczenie literowe.

## Ocena
Jedyny produkowany przez Niemców w czasie II wojny światowej samolot szturmowy wywiązał się doskonale ze swej roli. Największe sukcesy osiągnął przy niszczeniu radzieckiej broni pancernej. Jednak jego niewielka produkcja spowodowała, że nie wpłynął w sposób znaczący na przebieg działań na froncie wschodnim, choć przyczynił się do dużych strat w sprzęcie pancernym. W opiniach przytaczanych przez niemieckich pilotów posiadał dość uciążliwe wady, którymi były ciasnota kabiny oraz trudny pilotaż wymagający od lotnika gruntownego wyszkolenia.